# Hút mật Lina
Hút mật Lina (danh pháp khoa học: Aethopyga linaraborae) là một loài chim thuộc Họ Hút mật. Nó là loài đặc hữu Mindanao ở Philippines. Môi trường sống tự nhiên của nó là rừng rừng núi cao ẩm ướt nhiệt đới và cận nhiệt đới có độ cao trên 1000 mét. Nó bị đe dọa mất môi trường sống.